# Падьеланта (национальный парк)
Па́дьеланта — национальный парк в Норрботтене, на севере Швеции, на границе с Норвегией. Был основан в 1962 году по решению шведского риксдага. Падьеланта, площадью 1984 квадратных километров, является крупнейшим национальным парком Швеции.
Наряду с соседними национальными парками Муддус, Сарек и Стура-Шёфаллет, а также природными резерватами Сьяунья и Стубба, парк входит в список всемирного наследия ЮНЕСКО с 1996 года, как часть Лапонии.

## Природа парка
Парк Падьеланта находится на огромном плато и включает два крупных озера Вастенъяуре и Вирихауре (последнее часто называют «самым красивым озером в Швеции»). Пейзаж, как следствие, является довольно плоским и открытым, особенно по сравнению с национальным парком Сарек, который находится восточнее Падьеланты. Флора и фауна парка чрезвычайно разнообразны: в нём насчитывается свыше 400 различных видов животных и растений.

## Происхождение названия
Название парка происходит от слова «Badjelánnda» луле-саамского языка, что переводится как «выше, чем земля».